# 이석영 (1948년)
이석영(李錫瑛, 1948년 12월 12일 ~ 2007년1월 6일)은 대한민국의 제6대 중소기업청장과 한국무역협회 부회장을 지낸 공무원이다. 본관은 벽진이며, 경상북도 성주군 출생이다.

## 학력
- 경북고등학교 졸업
- 서울대학교 경제학 학사
- 보스턴 대학교 대학원 경제학 석사

## 경력
- 제13회 행정고시 합격
- 국무총리기획조정실 행정조정관
- 상공부 수출진흥과장
- 특허청 기획관리관
- 미국대사관 상무관
- 통상산업부 통상정책심의관
- 산업자원부 산업정책국장
- 산업자원부 기획관리실장
- 산업자원부 차관보
- 중소기업청장
- 한국무역협회 상근부회장
- 세제발전심의위원회 국제조세분과 위원

## 참조
1. ↑  머투초대석 이석영 무협부회장은 누구 《머니투데이》 2003년 8월 25일

## 참고 자료
- 이석영 네이트 인물검색

| 전임 최동규 | 제6대 중소기업청장 2002년 2월 5일 ~ 2003년 3월 2일 | 후임 유창무 |